# 莊川龍屬
莊川龍屬是以日本岐阜縣高山市莊川町為名，屬於離龍目。莊川龍的身長1.8公尺，外表類似潛龍，另一種較小型的中國離龍類，兩者為近親。莊川龍生存於白堊紀早期的日本。種名是以化石發現者柴田憩（Ikoi Shibata）為名。
如同潛龍，莊川龍具有細長的頸部，與小型的頭部。嘴部充滿長牙齒，可用來捕抓小型魚類。

## 外部連結
- The dentary of a Choristodere (Reptilia: Archosauromorpha) from the Okurodani Formation, Tetori Group (Lower Cretaceous) of Japan